# آقوران
آقوران (به ارمنی: Աղվերան) یک روستا در ارمنستان است که در استان کوتایک واقع شده‌است.  در  کیلومتری شمال هرازدان، مرکز استان کوتایک واقع شده است.

## خصوصیات
آقوران ۱٬۹۸۰ متر بالاتر از سطح دریا واقع شده‌است.  

## نگارخانه

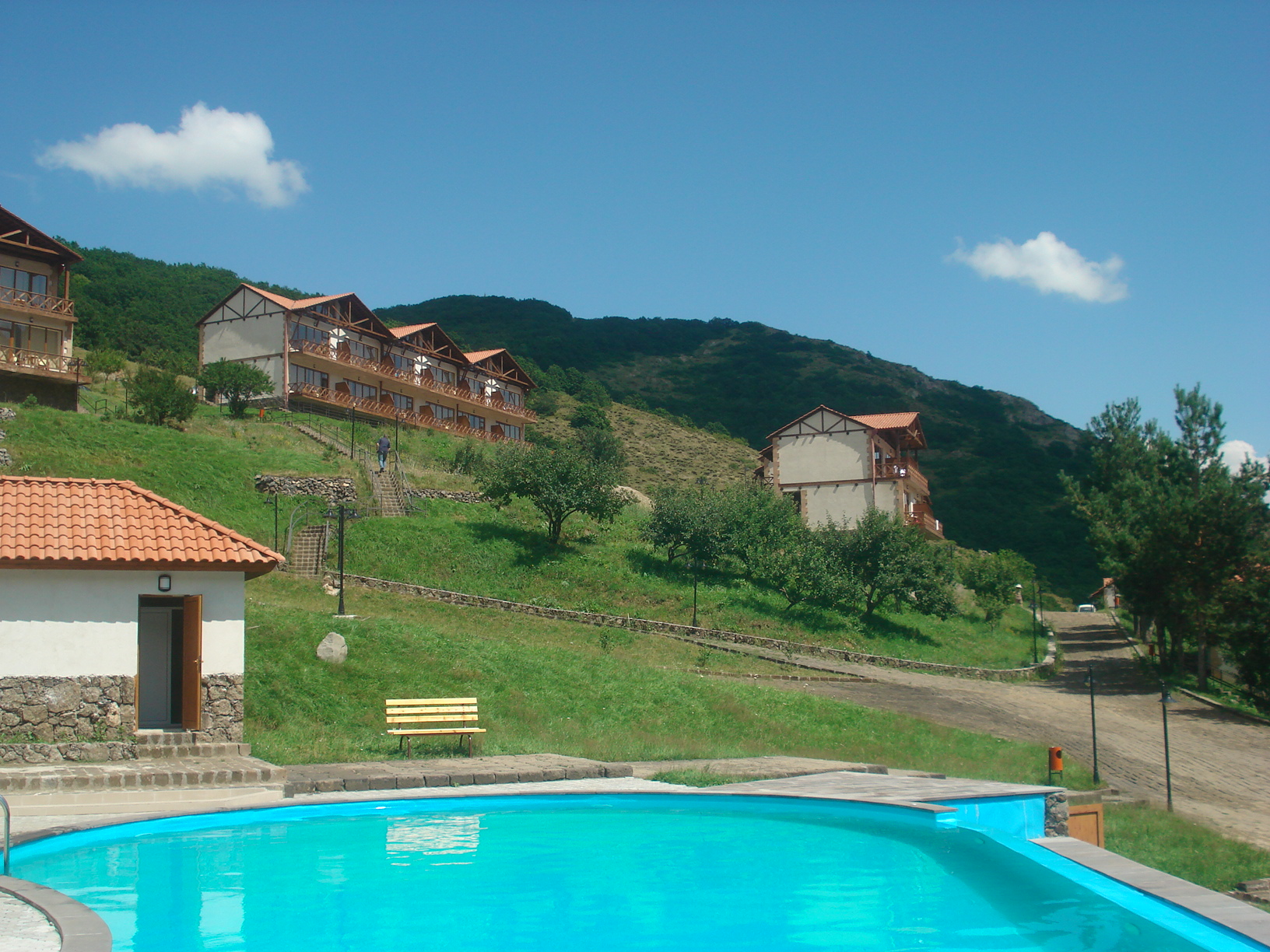
یک اقامتگاه تفریحی در آقوران